# Winnetous Weiber
 Winnetous Weiber ist ein deutscher Fernsehfilm des Regisseurs Dirk Regel im Auftrag von ARD Degeto und UFA. Die Erstausstrahlung fand am 20. Dezember 2014 im Ersten statt.

## Handlung
Die alleinerziehende Maren Bogner ist ein großer Fan von Pierre Brice. Zusammen mit ihrer Tochter Nora und ihrer Freundin Gabriele Hochmann reist sie nach Kroatien, um dort eine geführte Reittour zu den Drehorten der Karl-May-Verfilmungen zu machen. Vor Ort treffen sie auf ihre Mitreisenden, die Gestütsbesitzerin Elisabeth zu Hallbach-Süren und deren Assistentin Simone Lehmann. Der Veranstalter Manitou-Tours stellt den Frauen den einheimischen Führer Alejandro zur Verfügung.
Bei der viertägigen Reise kommen verschiedene Konflikte zu Tage; zum einen tun sich die Frauen mit der einfachen Unterkünften in der freien Natur schwer, zum anderen gibt es auch zwischenmenschliche Kontroversen. Maren erfährt, dass Nora in der nächsten Zeit daheim ausziehen will, und muss ihrer Tochter gestehen, dass sie das Geld des Ausbildungskontos – angespart von Noras Vater – ausgegeben hat. Elisabeth zu Hallbach-Süren, deren Mann vor kurzem verstorben ist, erklärt ihrer Mitarbeiterin, dass sie von deren Verhältnis mit ihrem Mann gewusst hat.
Als die Gruppe eine Requisite der DEFA-Indianerfilme findet, kommt es zu einem Streit zwischen Maren und Gabriele, die erklärt, dass sie in der DDR aufgewachsen ist. Beim anschließenden Handgemenge löst sich ein Schuss aus Alejandros Revolver und verletzt ihn am Oberschenkel. Die Reisegruppe trennt sich nach dem Vorfall. Simone Lehmann reitet mit Alejandro zur nächsten Stadt.
Elisabeth erzählt den anderen Frauen, dass ihr Mann ein großer Karl-May-Fan war und dass sie seine Asche in den Silbersee streuen will. Als Noras Pferd durchgeht, reitet ihr Elisabeth hinterher. Gabriele erklärt zwischenzeitlich ihrer Freundin Maren, dass sie lesbisch und in sie verliebt ist. Die beiden Deutschen Dieter und Gerd, die auch bei Manitou-Tours gebucht haben, belästigen die beiden Frauen; erst durch Elisabeths und Noras Eingreifen flüchten die Männer.
Als die vier Frauen den Silbersee erreichen, stellen sie fest, dass er mit den romantischen Vorstellungen aus dem Film nichts gemein hat. Sie reiten weiter, um einen anderen Ort für die Asche zu finden.